# 2. szimfónia (Berwald)
A 2.D-dúr Szimfónia a ,,Sinfonie Capricieuse" Franz Berwald 1842. június 18-án Nyköpingben írt háromtételes szimfóniája, a mű bemutatójára 1919.március 29-én Stockholmban került sor Georg Schnéevoigt vezényletével.

## A mű születése
Az eredeti partitúra az 1850-es évek óta elveszett. 1909-ben a Franz Berwald Alapítvány megbízta Ernst Ellberget, hogy rekonstruálja a partitúrát a hangszerelésre utaló jelzéseket tartalmazó 4 oszlopos vázlatokból. Ellberg rekonstrukcióját 1913-ban adták ki, és először 1914. január 9-én mutatták be. A század vége felé Nils Castegren áttekintette Ellberg rekonstrukcióját, és kiadott egy "urtextet" a Bärenreiter számára.

## A zene
Míg Berwald egyértelmű jelzéseket adott a fafúvósokra és vonósokra, például "részletes jelölésekkel... jelezve, ha bizonyos fúvós hangszerek egyhangúan játszanak a megfelelő vonós szólamokkal vagy eltérő oktávban", hol akart rézfúvókat és/vagy üstdobokat , Berwald csupán a hangszerek nevét írja le. Berwald azonban minden tétel elején jelezte a rézfúvósok és az üstdobok hangolását és regiszterét.
1. Allegro (D-dúr)
2. Andante (A-dúr)
3. Allegro assai (D-dúr)

A szimfónia az jól elnevezett, zenekari textúrája könnyű és légies. Az első tétel pörgős, napfényes és főleg 3/4-es, inkább gyors keringőszerű.
A második édesen komoly és dallamos, egy mozart-i finomsággal. A harmadik tétel, a scherzo rövid, töredékes fafúvós figurákkal indul, és a vonósok és a fafúvósok gyors cseréjével folytatja jó hangulatú útját.
A rézfúvósok csak néha emelik ki a lendületes ritmusokat. Ma már szinte elképzelhetetlen, hogy egy ennyire eredeti és elbűvölő mű több mint 100 éven át figyelmen kívül maradjon.

## Hangszerelése
2 fuvola, 2 oboa, 2 klarinét, 2 fagott, 4 kürt, 2 trombita, 3 harsona, üstdob, vonós hangszerek.
Az előadása – tempóválasztástól függően – 25-30 percet vesz igénybe.

## Fordítás
- Ez a szócikk részben vagy egészben  a   Symphony No. 2 (Berwald) című angol Wikipédia-szócikk ezen változatának fordításán alapul.  Az eredeti cikk szerkesztőit annak laptörténete sorolja fel. Ez a jelzés csupán a megfogalmazás eredetét és a szerzői jogokat jelzi, nem szolgál a cikkben szereplő információk forrásmegjelöléseként.